# Обло-Брдо (город, Босния и Герцеговина)
Обло-Брдо (серб. Обло Брдо / Oblo Brdo) — село в общине Билеча Республики Сербской Боснии и Герцеговины. Население составляет 19 человек по переписи 2013 года.

## Население[3]
- 1961 год — 216 человек
- 1971 год — 191 человек
- 1981 год — 140 человек (все сербы)
- 1991 год — 73 человека (все сербы)